# Різанина в Коритниках
Різанина в Коритниках — злочин, скоєний у квітні 1945 року проти українського населення села Коритники відділом Охорони Народної Безпеки під командуванням Романа Киселя Сепа.
Щонайменше 53 жителі села були вбиті.

## Виноски
1. ↑  Pisuliński, 2005.